# Johan Franciscus Gottlieb Schønheyder
Johan Franciscus Gottlieb Schønheyder, född 20 februari 1701 i Ilmenau, död 28 juni 1777, var en dansk kirurg. Han var far till biskop Johan Christian Schønheyder.
Schønheyder blev 1717 barberarlärling och erhöll 1720 gesällbrev. Under de följande åren studerade han medicin i Berlin och Halle an der Saale och kom 1728 till Köpenhamn, där han hos Henning Ditlev Claussen fick praktisk utbildning i kirurgi och förlossningskonst. Efter Claussens död reste han till Hamburg, då barberarskrået motarbetade honom, men åter kom snart, erhöll 1735 (liksom tidigare Claussen) efter en prövning för den medicinska fakulteten kungligt privilegium som operatör och fick därefter snabbt en betydande praktik, även som ackuschör. Barberarskrået klagade 1738 över, att han höll sven, vilket var ett intrång i skråets privilegier, och redan några år tidigare hade den bittre och reducerade Johannes Gottlieb de Bøtticher från den akademiska medicinens sida insänt klagomål över hans oberättigade intrång i medicinsk praktik, hans "frækhed at ville understå sig at foreskrive indvendige medikamenter".
Tack vare sitt kungliga privilegium, sitt goda rykte och stöd från främst Hans Friedrich Wohlert, kunde Schønheyder ta lätt på dessa angrepp. Hans anseende som praktiker blev växte, och bland de kirurgiska auktoriteter, som den (1756) nyutnämnde överkirurgen på Frederiks Hospital enligt instruktion skulle tillkalla vid svårigheter, finns Schønheyders namn. Han erbjöds om att bli livkirurg och kammartjänare hos Fredrik V av Danmark, men avböjde.